# Pink Floyd
Пинк Флојд (енгл. Pink Floyd) енглески је рок бенд, основан 1965. године. Бенд су чинили Дејвид Гилмор, Сид Барет, Ричард Рајт, Ник Мејсон и Роџер Вотерс. Својим иновативним стилом, виртуозношћу, филозофским текстовима, визуелним перформансом током концерата, иновативним изгледом омота плоча, својеврсном употребом електронике и квалитетном мелодиком и хармонијом бенд је обезбедио своје место у историји рока и својевремено се зацртао у сам врх светске музике. Сигурно једна од најутицајнијих и најуспешнијих група свих времена, што доказује чињеница да је бенд продао преко 250 милиона албума широм света.
Група је примљена у чланство Рокенрол куће славних 1996. године.
До 2013. Пинк Флојд је продао више од 250 милиона плоча широм света, што их чини једним од најпродаванијих музичких уметника свих времена. Тхе Дарк Сиде оф тхе Моон и Тхе Валл су уврштени у Грамми Халл оф Фаме [3], а ови албуми и Висх Иоу Вере Хере су међу најпродаванијим албумима свих времена. Четири албума Пинк Флоид-а су на врху америчке Билборд 200, а пет на врху британске листе албума. Њихови хит синглови укључују "Арнолд Лаине" (1967), "Сее Емили Плаи" (1967), "Монеи" (1973), "Анотхер Брицк ин тхе Валл, Парт 2" (1979), "Нот Нов Јохн" (1983) , "На скретању" (1987) и "Велике наде" (1994). Пинк Флоид су примљени у америчку кућу славних рокенрола 1996. и музичку кућу славних Велике Британије 2005. године. 2008. године добили су награду Полар Мусиц у Шведској за допринос модерној музици.

## Биографија

### Оснивање и почеци бенда
Године 1964, три пријатеља - Роџер Вотерс (гитариста), Ричард Рајт (клавијатуриста) и Ник Мејсон (бубњар) - су основали бенд који се звао Sigma 6. Како није успео да се прослави, бенд мења име у T-Sets. Касније, средином 1965. настаје The Abdads са новим члановима Клајвом Меткалфом (бас-гитара), Кит Ноблс и Џулијет Гејл (пратећи вокали). Бенд поново мења име у The Screaming Abdads и The Architectural Abdabs. 1965. бенд поново узима име Sigma 6, Роџер Вотерс се пребацује на свирање бас-гитаре јер се бенду прикључују гитаристи Боб Клоуз и Сид Барет.
Сид је хтео да име бенда промени у The Pink Floyd Sound, али су променили име бенда у само Pink Floyd, које је спој имена двојице познатих блузера, Пинка Андерсона и Флојда Каунсила. Касније те године Боб Клоуз је напустио групу.
Године 1967, бенд је учествовао у филму Питера Вајтхеда Tonite Let's All Make Love in London. У филму је снимљена једна њихова проба из јануара 1967. године, на којој свирају ствари "Interstellar Overdrive" и "Nick's Boogie". Бенд затим у сарадњи са Blackhill Enterprises издаје два сингла, Arnold Layne у марту и See Emily Play у јуну 1967. Arnold Layne, песма о лудом трансвеститу који краде женску одећу, била је забрањена на BBC Радију 1, али и поред тога је достигла шеснаесто место на Британској листи синглова. See Emily Play достиже чак шесто место и ови синглови најављују њихов будући успех, иако је бенд одбијао да свира те песме уживо, сматрајући их исувише конвенционалним. Августа 1967. бенд издаје дебитантски албум The Piper At The Gates Of Dawn који достиже шесто место на Британској листи албума.
Бенд је 1967. године био на турнеји са тада већ познатим гитаристом Џимијем Хендриксом. Током турнеје у САД, Сид Барет се разболео због употребе ЛСД-а. Његова зависност допринела је имагинарном писању песама, али за време снимања другог албума A Saucerful Of Secrets, његова зависност се отргла контроли. Сид је писао песме за бенд до 1968. године, али је због лошег физичког и менталног стања које се погоршало употребом дрога био готово неупотребљив на сцени. Због Баретове нестабилности у бенд је доведен гитариста Дејвид Гилмор, Баретов школски друг, и једно кратко време током 1968. године бенд је наступао у петочланом саставу.
Након што је Барет напустио бенд, 1968. године, Дејвид Гилмор је значајно утицао на остатак бенда и скупа са Вотерсом представљао само језгро групе током њиховог заједничког постојања. Издавачка кућа Blackhill Enterprises напушта бенд и остаје са Баретом, али бенд налази новог менаџера Стива О'Рурка који је остао уз бенд до своје смрти 2003. године. Барет је издао два соло албума (The Madcap Laughs из 1969. и Barrett из 1970. године, на којима су свирали његови бивши другови из бенда), а затим се повукао из света музике.

### Ране године без Сида Барета
Године 1969. француски режисер хипи филмова Барбет Шредер ангажовао је Пинк Флојд за музику за свој филм, More. То је уједно и први албум који су снимили у потпуности без Сида Барета и на коме се већ назире Роџер Вотерс као водећа фигура бенда. Албуми Ummagumma, из исте године, и Atom Heart Mother из 1970. представили су бенд у експерименталној симфо-рок фази, за коју чланови бенда данас тврде да је био корак у погрешном правцу.
Године 1971, издали су компилацију својих ретких и необјављених радова - Relics. У исто време бенд је радио на новом албуму, Meddle, на коме су се нашле чувене нумере One Of These Days и 23-минутна Echoes, којима су коначно дефинисали звук који ће их у неколико наредних година пратити. Године 1972, бенд снима музику за још један филм, La Vallee, која је објављена на албуму под именом Obscured By Clouds. Већина ових песама са ових албума никада није одсвирана уживо.
Исте године настаје чувени документарни филм снимљен у Помпеји, Live At Pompeii, у коме је бенд приказан како свира свој стандардни концертни репертоар из тог времена у амфитеатру у Помпеји, који је по налогу градских власти морао бити без публике. За већину песама одсвирану у том филму то је било последње извођење уживо, или последње извођење за много времена, јер је бенд након тога ушао у један велики пројекат који им је потпуно променио како концепцију живих наступа, тако и статус у свету музике.

### Класични период
Током снимања албума Obscured By Clouds написан је 45-минутни опус песама које је након концерта у Помпеји бенд почео да изводи на сцени. Опус се тада звао Eclipse, а када су одлучили да ове песме сниме као албум одлучили су да му промене име у Dark Side Of The Moon. Међутим, у време снимања албума група Medicine Head је издала албум под истим именом и бенд је озбиљно размишљао да концепту врати оригинално име. Срећом, албум Medicine Head је јако брзо испао са топ-листе и у року од неколико месеци био заборављен, тако да је назив остао, а Пинк Флојд су написали завршну песму албума којој су дали назив Eclipse. Године 1973, The Dark Side of the Moon је објављен као албум. Данас је то други по реду најпродаванији рок албум у историји, и апсолутни рекордер по број недеља проведених без прекида на листи 200 најпродаванијих албума у свету коју издаје британски часопис Билборд https://web.archive.org/web/20100531163142/http://www.billboard.com/bbcom/news/article_display.jsp?vnu_content_id=1002463719#/bbcom/news/article_display.jsp?vnu_content_id=1002463719. Архивирано из оригинала 31. 05. 2010. г. Приступљено 13. 11. 2009. Недостаје или је празан параметар |title= (помоћ).
Након издавања овог албума, чланови бенда су сматрали да су постигли све што су могли у рок музици и одлучили су да се врате експерименталној музици тако што су почели снимање албума под радним насловом Household Objects, који су одлучили да сниме без употребе музичких инструмената, на обичним кућним предметима. Ова идеја је напуштена након што су чланови бенда ипак схватили да је много лакше снимити албум на правим инструментима.
Настављајући успех са претходним албумом, Пинк Флојд током 1975. године ствара Wish You Were Here, албум посвећен оригиналном текстописцу и гитаристи Сиду Барету. На том албуму су одсвирали једну од својих најпознатијих песама, Shine On You Crazy Diamond, која је морала бити подељен на два дела јер није могла да стане на једну страну плоче, и која је до данас остала у стандардном концертном репертоару бенда и његових соло чланова.
После успеха албума Wish You Were Here полако почиње да се назире Вотерсова предоминација, посебно 1977. године, када издају албум под називом Animals, који представља критику тадашњег друштва, нарочито у Великој Британији, по угледу на Орвелову "Животињску фарму" исказану у облику басне. На овом албуму Ричард Рајт по први пут није учествовао у писању музике, а и Гилморов допринос је сведен на најмању могућу меру. Након турнеје, чланови бенда су одлучили да узму годину дана одмора и након тога одлуче шта ће даље радити.

### Период Вотерсове доминације
Након поновног окупљања, 1978. године, Вотерс је предложио бенду два различита концепта. Први се звао The Pros And Cons Of Hitch Hiking и говорио је о једном психоделичном сну, док се други, под именом The Wall, бавио питањима отуђености рокенрол звезде на врхунцу каријере и лоше комуникације великих звезда са публиком. Вотерс је на идеју за други концепт дошао током турнеје која је пратила албум Animals, и остатак бенда је једногласно прихватио овај предлог. Албум под именом The Wall издат је 1979. године, и са њега је скинут и најпознатији сингл групе Пинк Флојд, Another Brick in the Wall. Током снимања дошло је до првих већих несугласица између чланова бенда, првенствено Вотерса и Рајта, због чега је Рајт након турнеје напустио бенд.
Турнеја која је пратила The Wall претворила је метафорички зид направљен између рок музичара и његове публике у прави физички зид који је на сваком од концерата постепено дизан а затим на крају рушен. Компликованост продукције оваквог спектакла допринела је чињеници да је турнеја имала само тридесетак концерата, и то одржаних у само 5 различитих градова у свету. Током турнеје постало је јасно да је Вотерс почео да схвата себе као апсолутног вођу бенда, а остале чланове као своје пратеће музичаре.
Године 1982, према мотивима са албума снимљен је и истоимени филм, за који је Вотерс написао сценарио, а главну улогу играо чувени музичар и хуманиста Боб Гелдоф. Филм је наишао на оштре критике стручњака, али до данас важи за култно остварење међу љубитељима опуса Пинк Флојд.
Године 1983, група је снимила свој последњи заједнички албум The Final Cut, који је заправо замишљен и изведен као Вотерсов соло албум. Преостали чланови бенда, Гилмор и Мејсон, почели су да показују своје негодовање, да би ситуација прерасла у отворено непријатељство између Вотерса и Гилмора. Планирана турнеја никада није одржана, а 1984. године Вотерс је објавио да напушта бенд и тиме се званично група распала. Исте године и Гилмор и Вотерс почели су да раде своје соло албуме и свако за себе кренули на светске турнеје.

### Период Гилморове доминације
Године 1987, Ник Мејсон и Дејвид Гилмор су се поново удружили под именом Пинк Флојд и снимили албум A Momentary Lapse Of Reason. Исте године се у групу вратио и Ричард Рајт. Овоме је уследила тужба од стране Вотерса који није хтео да бенд настави под својим старим именом, желећи да Пинк Флојд остане са својим дотадашњим опусом, али је остатак бенда победио на спору и задржао име. Вотерс је наставио соло каријеру, са слабијим успехом.
Уследила је светска турнеја којом је бенд вратио старе позиције, али и освојио нову публику, јер је сада звук бенда био значајно обојен савременим поп утицајима. Са ове турнеје објављен је и дупли живи албум Delicate Sound of Thunder, 1988. године.
Године 1994, Пинк Флојд су издали свој последњи студијски албум, под именом The Division Bell. Овај албум се бавио сличном тематиком као The Wall и говорио је о лошој комуникацији и отуђености, и између осталог има неколико песама које је Гилмор директно упутио Вотерсу, о јазу који је настао између њих током година. Овај албум пратила је још једна светска турнеја, са које је објављен дупли албум P.U.L.S.E. из 1995. године, на коме је и комплетан албум The Dark Side of the Moon изведен уживо. Након ове турнеје бенд је престао са радом, али се није званично распао и нове активности су остале у најави.

### Лајв 8 и коначан крај бенда
Године 2005, први пут после више од двадесет година, група Пинк Флојд је поново наступила заједно са Вотерсом уживо на фестивалу Лајв 8 у Лондону, посредством старог пријатеља Боба Гелдофа. Године 2006, Делвид Гилмор издаје соло албум под називом On an Island, на коме је свирао и Рик Рајт, и креће на светску турнеју. За то време Вотерс је на турнеји на којој уживо изводи албум The Dark Side of the Moon у целости.
Исте године умире Сид Барет, од здравствених компликација насталих од дијабетеса. На концерту који је приређен у његову част Пинк Флојд се окупио последњи пут, поново без Вотерса који није могао да се уклопи у термински план. Тада је између чланова бенда пао договор да се у скорије време направи један велики концерт којим би се опростили од публике, међутим до тога никада није дошло јер је Рик Рајт умро 2008. године. Након Рајтове смрти, Вотерс и Гилмор су изјавили да не би имало смисла окупљати бенд без њега и тиме је коначно стављена тачка на причу о Пинк Флојду.

## Чланови групе
- Ник Мејсон — бубњеви, перкусије, вокал (1964—1995, 2005, 2012—2014)
- Ричард Рајт — клавијатуре, клавир, вокал (1964—1979, 1990—1995, 2005)
- Роџер Вотерс — бас-гитара, вокал (1964—1985, 2005)
- Сид Барет — соло гитара, вокал (1964—1968)
- Боб Клоуз — соло гитара (1964—1965)
- Дејвид Гилмор — соло гитара, вокал (1967—1995, 2005, 2012—2014)

## Дискографија

### Студијски Албуми
- The Piper at the Gates of Dawn (1967)
- A Saucerful of Secrets (1968)
- More (1969) - музика из истоименог филма
- Ummagumma (1969) - дупли албум, студијски + живи
- Atom Heart Mother (1970)
- Meddle (1971)
- Obscured by Clouds (1972) - музика из филма La Vallée
- The Dark Side of the Moon (1973)
- Wish You Were Here (1975)
- Animals (1977)
- The Wall (1979) - дупли албум
- The Final Cut (1983)
- A Momentary Lapse of Reason (1987)
- The Division Bell (1994)
- The Endless River (2014)
- Alex's love for Angela (2024)

### Живи албуми
- Ummagumma (1969) - дупли албум, студијски + живи
- Delicate Sound of Thunder (1988) - дупли
- P.U.L.S.E. (1995) - дупли
- Is There Anybody Out There? The Wall Live 1980-81 (2000) - дупли

### Компилације и бокс сетови
- Zabriskie Point (1970) - дупли албум разних извођача, музика из истоименог филма
- Relics (1971) - синглови и ретки снимци
- A Nice Pair (1974) - заједничко реиздање прва два албума
- A Collection of Great Dance Songs (1981) - ремикси
- Works (1983) - ретки снимци и ремикси
- Shine On (1992) - бокс сет колекција најпознатијих студијских албума и ретких снимака
- 1967: The First Three Singles (1997) - колекција раних радова
- Echoes: The Best of Pink Floyd (2001) - дупла компилација
- Oh, By The Way (2007) - бокс сет студијских албума
- Discovery (2011) - бокс сет ремастерованих студијских албума
- A Foot In The Door: The Best Of Pink Floyd (2011) - компилација

### Видео издања (званична)
- Tonight Let's All Make Love In London (1967) - документарни филм
- Live At KQED (1970) - концерт
- Live At Pompeii (1972) - концерт и документарни филм
- The Wall (1982) - играни филм
- The Final Cut Video EP (1983) - колекција спотова са истоименог албума
- Delicate Sound Of Thunder (1988) - концерт
- Live In Venice (1989) - концерт
- La Carrera Panamericana (1992) - документарни филм
- P.U.L.S.E. (1995) - концерт
- London '66-'67 (1995) - документарни филм
- The Making of The Dark Side Of The Moon (2003) - документарни филм
- The Pink Floyd and Syd Barrett Story (2004) - документарни филм